# روبرت ويليام (سياسي)
روبرت ويليام (بالإنجليزية: Robert Hale)‏ هو محامي وسياسي أمريكي، ولد في 29 نوفمبر 1889 في بورتلاند في الولايات المتحدة، وتوفي في 30 نوفمبر 1976 في واشنطن العاصمة في الولايات المتحدة. حزبياً، نشط في الحزب الجمهوري. وقد انتخب عضو مجلس نواب مين (1923 – 1930) وانتخب عضو مجلس النواب الأمريكي.